# Laurynas Gucevičius
Laurynas Gucevičius(en polonès: Wawrzyniec Gucewicz; 1753-1798) va ser un arquitecte del segle xviii. Va néixer al Gran Ducat de Lituània de la Confederació de Polònia i Lituània, i la majoria de les seves obres es troben allà.
A la seva joventut va viatjar a Itàlia i París i d'altres països d'Europa occidental, on va estudiar arquitectura amb els notables arquitectes neoclàssics contemporanis francesos, Jacques-Germain Soufflot i Claude-Nicolas Ledoux. Posteriorment va ser nomenat professor de l'Acadèmia jesuïta de Vílnius, antecessora de la Universitat de Vílnius. Entre les seves obres més conegudes es troben la Catedral de Vílnius, l'edifici de l'ajuntament i el palau d'estiu dels bisbes a Verkiai. El seu estil es destaca per la monumentalitat de les formes i els volums, l'harmonia amb l'entorn i un tractament especial d'antigues formes arquitectòniques.

## Biografia
Laurynas va néixer al poble de Migonys (en llatí: Migance) a prop de Kupiškis, al Gran Ducat de Lituània. Com s'evidencia a l'expedient baptismal, va ser batejat com a Laurynas Masiulis.(babtisavi infantem n(omi)ne Laurentium patris Symoni Masulis et Matris Catharinae Masulowa de villa Migance), El seu pare era Simonas Masiulis, pagès, y la seva mare, Kotryna Žekonytė Masiulienė, va morir a començaments de la seva joventut, i la seva padrina Ona Baltušytė Gucevičienė (en polonès: Anna Gucewicz), el va recolzar i va finançar els seus estudis. En honor seu, va canviar el seu cognom per ell de Gucevičius. Va assistir a escoles locals a Kupiškis i Palėvenė; i al gimnasium (escola secundària) a Panevezys. El 1773 va ingressar a l'Acadèmia de Vílnius. Va cursar estudis d'enginyeria, va assistir a les conferències sobre arquitectura de Marcin Knackfus. Aleshores, es converteix en monjo missioner.
Es va graduar en 1775 i a l'any següent rep una beca del rei Estanislau II Poniatowski. Es trasllada a Roma amb un gran nombre de joves artistes polonesos i arquitectes de l'època (entre ells Chrystian Piotr Aigner, Szymon Bogumil Zug, Stanislaw Zawadzki, Szreger Efraim i Jakub Kubicki), on passa un any estudiant l'arquitectura clàssica.

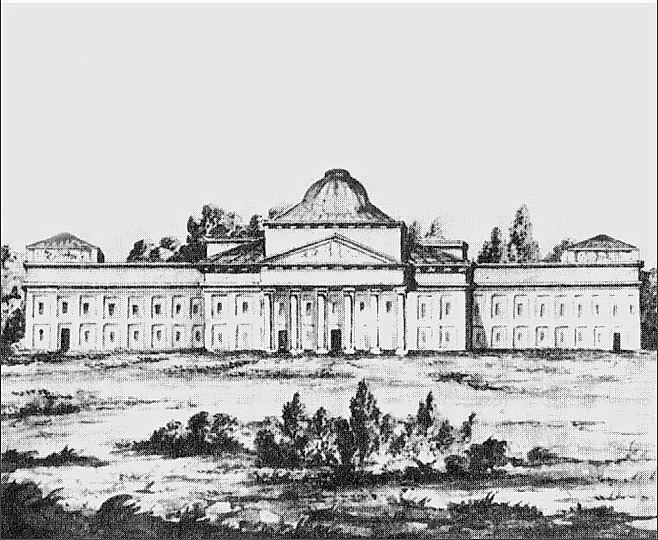
Palau central en Verkiai, dibuix previ a la seva destrucció.

Als anys següents viatja per Europa occidental, on assisteix a conferències sobre arquitectura i aprofundeix sobre les obres dels arquitectes més famosos de l'època. Visita França, Dinamarca, Suècia i diversos estats alemanys. Passa un any i mig estudiant a París sota la direcció de Jacques-Germain Soufflot i Claude-Nicolas Ledoux. Al seu retorn, és contractat pel bisbe Ignacy Jakub Massalski, per a qui dissenya i construeix el palau episcopal a Verkiai, posteriorment denominat amb referència als seus propietaris la família Wittgenstein. El palau i el complex arquitectònic de l'entorn, les obres del qual va iniciar Knackfus que era el tutor de Gucevičius és considerat en l'actualitat un dels complexos classicistes més destacats de Lituània.
El 1789 Gucevičius és nomenat professor d'arquitectura i topografia de l'Escola d'Enginyeria i Artilleria de Vílnius. L'any 1794 també va tornar a la seva Ànima máter, on va ser professor d'arquitectura civil, i titular de la càtedra d'enginyeria. En esclatar la revolta de Kościuszko, Gucevičius s'uneix a les files de la guàrdia civil local i participa en la revolta de Vílnius contra la guarnició russa. És un dels líders de la milícia local formada per voluntaris. Ferit en una escaramussa a la vora d'Ashmiany (actual Belarús), va ser desmobilitzat. A propòsit de les particions de Polònia, quan Vílnius és annexionada per la Rússia Imperial, les noves autoritats expulsen a Gucevičius de l'acadèmia per la seva participació en l'aixecament. Tanmateix, el 1797 torna, aquesta vegada, com a cap de la nova càtedra independent d'arquitectura.

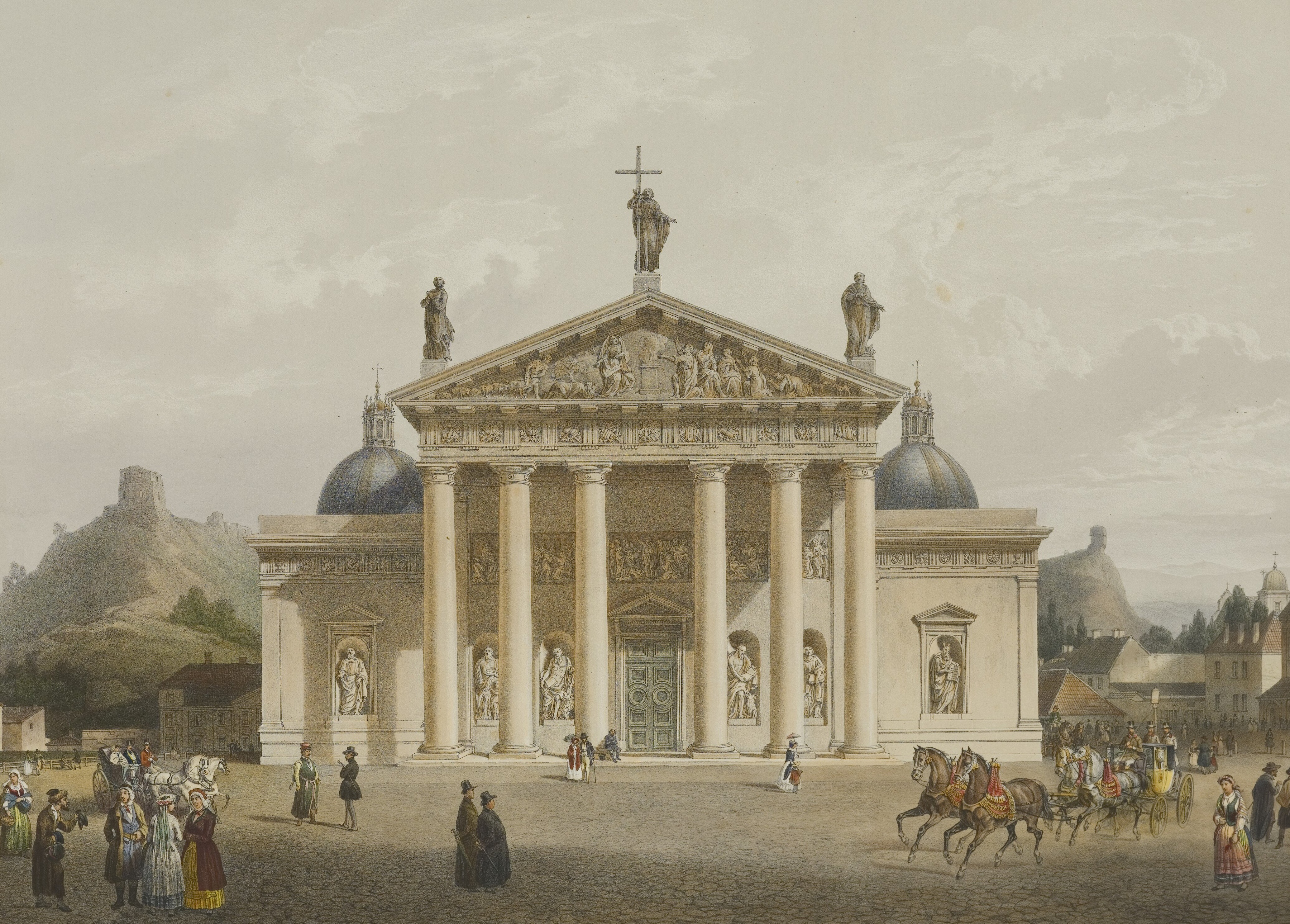
La façana de la Catedral de Vílnius, fotografia de mitjans del.

En aquesta època Gucevičius crea les seves obres més famoses. Primer va ser el nou ajuntament de Vílnius, acabat cap a 1799. També construeix un ajuntament similar, però més petit a Widze a la vora de Bratslav (actualment Vidzy, Belarús). Entre 1777 o 1783 i 1801 treballa per a la reconstrucció de la Catedral de Vílnius (que havia sofert moltes reconstruccions, i era parcialment barroca) en estil neoclàssic. De vegades es diu que la seva reconstrucció de la catedral, inspirada en un temple romà va precedir l'obra de Thomas Hamilton i James Playfair, dos notables arquitectes d'Escòcia, en introduir el classicisme a Gran Bretanya.
Se'l atribueixen una sèrie d'altres projectes, encara que la seva autoria no està documentada. Entre ells es troben el palau de la família Tyzenhaus a Rokiškis (acabat el 1801), la reconstrucció del castell a Raudonė; per als seus propietaris actuals, la família Olędzki (Olendzki) h. Rawicz i la casa pairal a Čiobiškis. Es creu també que va fer dissenys de palaus per a altres famílies de magnats notables de l'època, incloent Radziwiłł, Sapieha, Pac, Chomiński i Scypion, encara que la destrucció dels arxius durant la Segona Guerra Mundial, fa difícil resoldre la qüestió de manera definitiva. A més a més, dissenyà diverses cases comercials a Kretinga, i és autor d'un mapa topogràfic de la zona oest de la ciutat de Vílnius.
Va morir el 10 de desembre 1798, i va ser enterrat al cementiri de Rasos, Vílnius, encara que es desconeix la localització exacta de la seva tomba. Va llegar tots els seus projectes i papers a la Confederació de Polònia i Lituània, i alguns dels esbossos i dissenys es conserven a la biblioteca de la Universitat de Varsòvia.

## Llegat
La vida de l'arquitecte i les seves creacions han inspirat el poeta lituà Justinas Marcinkevičius a escriure l'obra La Catedral.